# Аслъ Тандоган
Аслъ̀ Тандоа̀н (на турски: Aslı Tandoğan, на турски фамилията се изговаря по-близко до Тандоа̀н) e турска телевизионна и филмова актриса.

## Биография
Родена на 2 април 1979 г. в Анкара. Завършва националната консерватория към университета в родния си град. До края на 2009 г. е участвала в 2 филма и 5 сериала, като в България е най-известна с ролята си на Ламия Сьонмез в теленовелата „Мелодията на сърцето“. Позната е също с ролята на Дилян Шахвар от сериала „Щастливи заедно“, където си партнира с друга популярна актриса – Берен Саат.